# Gornji Dolič
Gornji Dolič este o localitate din comuna Mislinja, Slovenia, cu o populație de 520 de locuitori.